# Telephanus nigrolateralis
Telephanus nigrolateralis là một loài bọ cánh cứng trong họ Silvanidae. Loài này được Nevermann miêu tả khoa học năm 1937.